# شعار كازاخستان
شعار كازاخستان (بالقازاقية: Қазақстан Республикасының Мемлекеттік елтаңбасы)، هو رمز الدولة الرسمي لجمهورية كازاخستان. تم اعتماد الشعار الحالي بموجب مرسوم من الرئيس السابق لجمهورية كازاخستان نور سلطان نزارباييف في 4 يونيو 1992.
يتكون شعار الدولة لجمهورية كازاخستان من صورة لشانيراك (الجزء العلوي المقبب من اليورت) على خلفية زرقاء، تمتد منها عوارض (دعامات) على شكل أشعة الشمس، محاطة بأجنحة خيول أسطورية (تولبار) وبينها توجد نجمة خماسية. في الجزء السفلي من الشعار يوجد الشعار "QAZAQSTAN"، والذي يعني "كازاخستان" باللغة القازاقية.
في الصورة الملونة لشعار الدولة لجمهورية كازاخستان، يتم استخدام لونين: الذهبي والأزرق السماوي.
مصطلح "شعار النبالة" المستخدم على نطاق واسع اليوم يأتي من الكلمة الألمانية "Erbe" التي تعني الإرث. في الكازاخية، يُترجم إلى مفهوم "تانبا" (تمغة أو علامة). بدأ استخدام هذا المصطلح لأول مرة في خانية غوك تورك (552-603).
الشعار الحالي لكازاخستان هو نتيجة جهد وبحث إبداعي من قبل اثنين من المهندسين المعماريين المشهورين: جاندربيك ماليبيكوف وشوت أمان فاليخانوف. شارك في المسابقة النهائية 245 مشروعاً و67 وصفاً للشعار المستقبلي.
كانا شعار جمهورية كازاخستان الاشتراكية السوفيتية وشعار الاتحاد السوفيتي هما الشعارات الرسمية للدولة قبل استقلال كازاخستان.
في مارس 2024، أعلن رئيس كازاخستان قاسم جومارت توقاييف أن الشعار سيتم تغييره قريباً بسبب تصميمه المعقد و"السوفيتي". سيتم اختيار الشعار الجديد عن طريق عقد مسابقة جديدة.

## الوصف العام

شانيراك.

تولبار.

صورة الشانيراك -الجزء العلوي المقبب من اليورتا- في الشعار الوطني للجمهورية ترمز إلى البيت المشترك لجميع الناس الذين يعيشون في كازاخستان. سعادة الجميع تعتمد على رفاهية كل فرد، تماماً كما تعتمد قوة الشانيراك على قوة دعائمه.
الشانيراك لا يرمز فقط إلى القبة السماوية في الشكل؛ بل يُعتبر أيضاً أحد العناصر الأساسية في تصوّر الناس لتنظيم حياتهم. الشانيراك هو رمز البيت الأم، وفي مفهوم أوسع، رمز العالم ككل. أما الأقواس المتقاطعة داخل الشانيراك -الكولدرأوش- فترمز إلى وحدة القبائل الثلاث.
الشعار يحتوي على صورة التولبار؛ وهو حصان أسطوري مُجنّح. مثل هذه الخيول تزين خوذة الرجل الذهبي من إيسيك. الأجنحة ترمز إلى الحلم ببناء دولة قوية ومزدهرة. كما تشير إلى النوايا الطيبة والسعي إلى الكمال وتحقيق الانسجام في المجتمع ومع الطبيعة والحضارة العالمية. في الشعار الوطني للجمهورية، تُصوَّر خيول أسطورية تحمي الشانيراك من الجانبين، مما يعكس فكرة خدمة البيت المشترك؛ أي الوطن. حماية الوطن وخدمته بإخلاص هما من الأفكار الأساسية المضمنة في صور الخيول الأسطورية.
تظهر النجمة الخماسية أعلى الشعار، وهذا الرمز استخدمه البشر منذ العصور القديمة ويجسد السعي الدائم نحو نور الحقيقة وكل ما هو سامٍ وأبدي. تعكس صورة النجمة في الشعار الوطني رغبة الكازاخيين في بناء دولة منفتحة على التعاون والشراكة مع جميع شعوب العالم. قلوب وأذرع سكان كازاخستان مفتوحة لاستقبال ممثلي جميع القارات.

## معايير الشعار الوطني
ادخلت العديد من التغييرات على "المعيار الوطني لشعار الدولة لجمهورية كازاخستان СТ РК 989". صدر أول معيار СТ РК 989-92 في عام 1992، والثاني СТ РК 989-96 في عام 1996، والثالث СТ РК 989 في عام 2008. في عام 2014، تم استبدال معيار الشعار СТ РК 989 لعام 2008 بمعيار СТ РК 989-2014. في عام 2018، تم إدخال تغييرات على СТ РК 989-2014 في كتابة اسم الدولة: بدلاً من الكتابة السابقة بالحروف السيريلية "ҚАЗАҚСТАН"، يُستخدم الآن الشكل المُحوَّل إلى اللاتينية "QAZAQSTAN".

## معرض صور

شعار جمهورية كازاخستان الاشتراكية السوفيتية ذاتية الحكم (1921-1925)
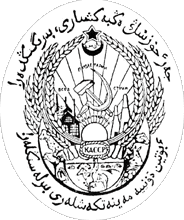
شعار جمهورية كازاخستان الاشتراكية السوفيتية ذاتية الحكم (1927-1937)
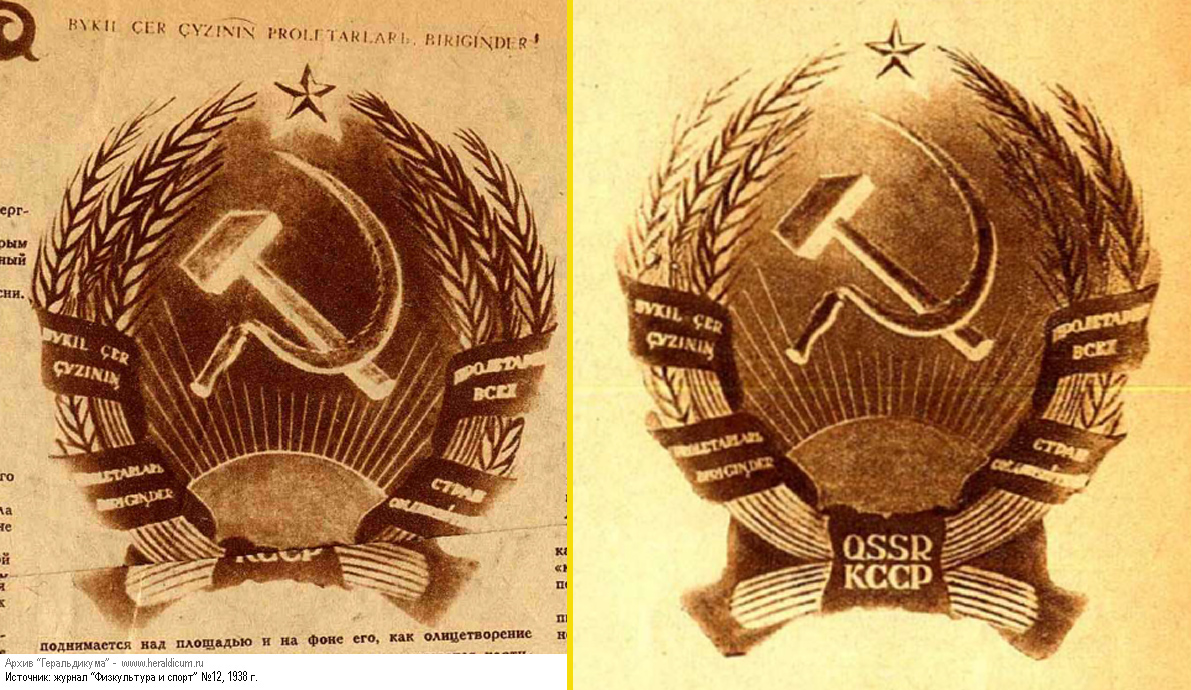
شعار جمهورية كازاخستان الاشتراكية السوفيتية (1937-1939)
شعار جمهورية كازاخستان الاشتراكية السوفيتية (1939-1978)
شعار جمهورية كازاخستان الاشتراكية السوفيتية (1978-1991) وجمهورية كازاخستان (1991-1992)
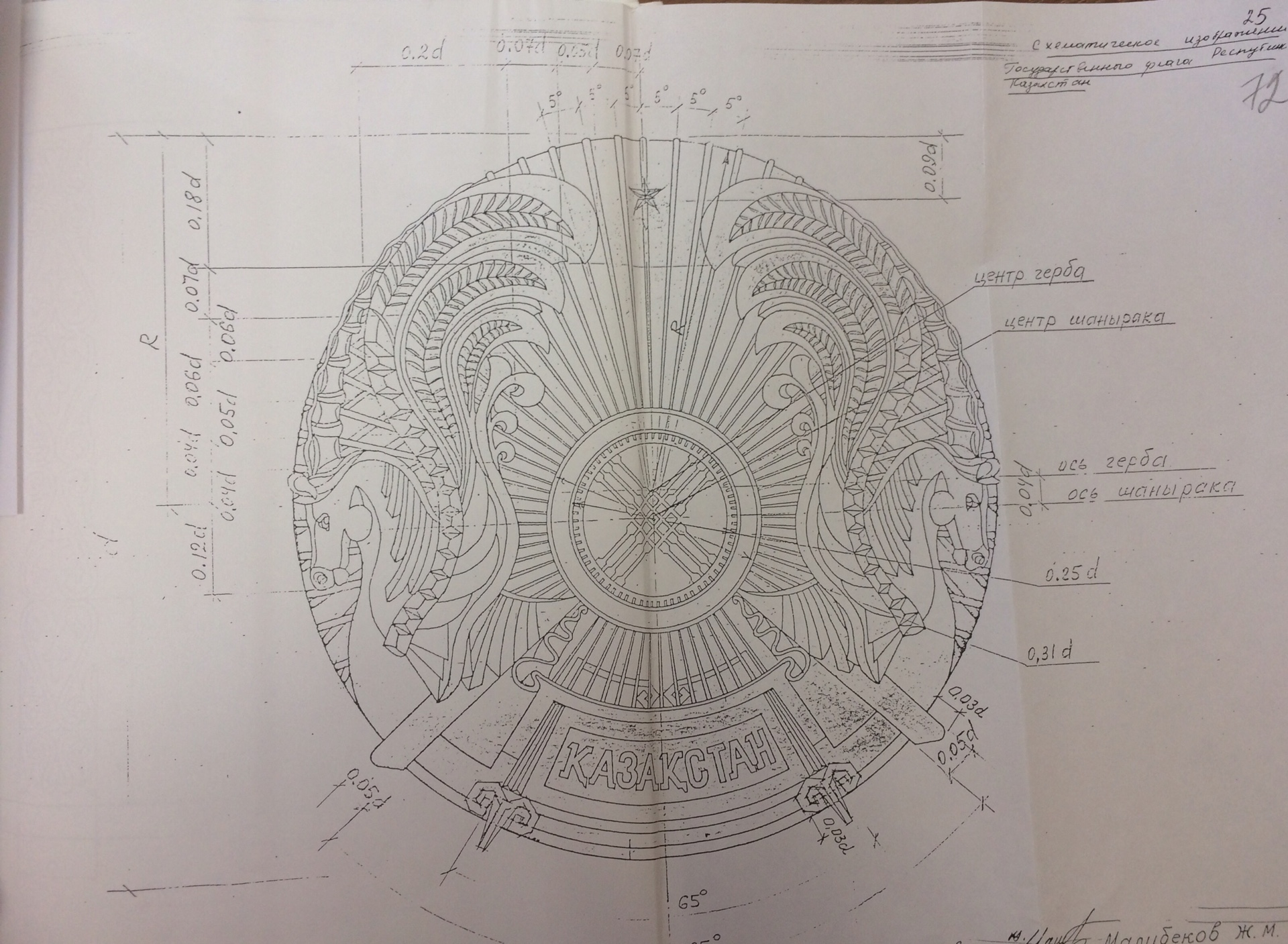
تصميم الشعار
الشعار وفقًا للمواصفة القياسية الوطنية (2014-2018)
شعار كازاخستان من 2014 إلى 2018
الشعار وفقًا للمعايير الوطنية[4]